# Biron-Marka
Biron-Marka est une localité située dans le département de Bourasso de la province de la Kossi dans la région de la Boucle du Mouhoun au Burkina Faso.